# Fauna Europaea
Fauna Europaea es una base de datos de los nombres científicos y la distribución de todos los animales terrestres y de agua dulce multicelulares europeos vivos. Sirve como fuente taxonómica estándar para la taxonomía animal dentro de la Infraestructura Paneuropea de Directorios de Especies (PESI). En junio de 2020, Fauna Europaea informó que su base de datos contenía 235.708 nombres de taxones y 173.654 nombres de especies.
Su construcción fue financiada inicialmente por el Consejo Europeo (2000-2004). El proyecto fue coordinado por la Universidad de Ámsterdam que lanzó la primera versión en 2004, después de lo cual la base de datos fue transferida al Museo de Historia Natural de Berlín en 2015.